# スヴォボードヌイ
スヴォボードヌイ（スヴォボードヌィイ、スボボドヌイ、ロシア語: Свобо́дный、ラテン文字表記の例: Svobodny）は、ロシア極東のアムール州中部にある都市。
州都ブラゴヴェシチェンスクからは北へ167km。アムール川の大きな支流、ゼヤ川中流の右岸にあり、シベリア鉄道がここでゼヤ川を渡っている。スヴォボドネンスキー地区の行政中心地だが、スヴォボードヌイ市自体は地区に属さず州の直轄下にある。
人口は約5万人（2020年推計）。2002年国勢調査で6万3889人、1979年ソ連国勢調査では7万4500人、1989年ソ連国勢調査では8万人を数えたが、ソビエト連邦の崩壊後人口が減った。

## 歴史
1910年、「アムール鉄道」のゼヤ川鉄橋建設工事のため、スラジェフカ（Суражевка）村の近くに労働者の宅地が建てられた。当初のシベリア鉄道は、清の領土である満州を横断する東清鉄道経由でウラジオストクに向かう経路を通っていた。これに対して1906年、清国領土を通らずロシア領内だけを通る支線として、アムール北岸を通りハバロフスクへ向かう「アムール鉄道」が建設されることになった。これが現在のシベリア鉄道の本線となっている。
この労働者集落は、ゼヤ川を渡る地点に駅および都市を作ろうという計画の最初の一歩となっていた。土地の整備は進み、1912年には市の地位を与えられ、ロシア皇太子アレクセイ・ニコラエヴィチにちなんでアレクセーエフスクと名付けられた。1916年にアムール鉄道は開通している。1917年の二月革命で帝政が倒されると、同年4月、市民はロシア語で「自由」を意味するスヴォボードヌイに市名を改める決定を行った。
1921年に独立軍がロシアの赤軍とここで衝突し壊滅した（自由市惨変）。
ソ連成立後、ヨシフ・スターリンの時代には、スヴォボードヌイにバムラグ（BAMLag）という名のグラグ（強制収容所）が建てられた。この収容所は政治犯などを第二のシベリア横断鉄道であるバイカル・アムール鉄道（バム鉄道）の建設に動員するという役割を担っていた。1935年10月には19万0300人の収容者を抱える、ソ連でも最大級のグラグに拡大し、多くの収容者がここで命を落とした。

## 施設
スヴォボードヌイ市街には博物館および地質博物館がある。1940年に開通した子供鉄道は、総延長11.6kmと世界でも最長級の子供鉄道である。
スヴォボードヌイは、ゼヤ川の河川交通とシベリア鉄道との貨物積み替え地として重要な役割を果たしている。市域にはスヴォボードヌイ駅（モスクワから7,807km）をはじめとする二つの駅があり、大きな貨車・列車修理工場が所在している。またゼヤ川の河川港や、スヴォボードヌイ空港もある。機械工業、軽工業、家具製造、食品製造などの工場も立地しているほか、金などを採掘するアムールゾロト社の探鉱・地質調査部門の拠点にもなっている。

## 近郊
市の50km北方には都市型集落・ツィオルコフスキー（旧ウグレゴルスク）がある。この町はソ連軍のICBM基地のために作られた町で、1969年から1994年までの間は「スヴォボードヌイ18」と呼ばれる秘密都市になっており、その後は2015年に改名されるまでウグレゴルスクと呼ばれていた。36km離れたウクラインカにロシア空軍の極東最大級の戦略空軍基地があり、第37航空軍第326重爆撃機師団が本部を置く。このほか迎撃機の基地であるオルロフカ空軍基地などの空軍施設も点在する。
市の北西20kmの森の中にはロケットの打ち上げ基地であるスヴォボードヌイ射場（スヴォボードヌイ宇宙基地）がある。この基地は2005年に閉鎖されたが、ロシアの新たな宇宙開発拠点となるボストチヌイ宇宙基地が跡地に建設されることになった。この宇宙基地がスヴォボードヌイおよびウグレゴルスクに雇用をもたらすことが期待されているが、住民の中には基地の存在に反対している者もいる。

## 出身者
- レオニード・ガイダイ（1923年 - 1993年）　ソ連の喜劇映画監督